# Schizofrenie
Schizofrenie (van het Griekse σχίζειν schizein, 'splijten' en φρήν phrēn, 'geest') is een psychische aandoening binnen het schizoïde spectrum. De aandoening kan gepaard gaan met hallucinaties (het horen van stemmen), paranoia, wanen en denkstoornissen. Er is soms ook sprake van problemen in het functioneren op emotioneel en sociaal vlak.
Ondanks de letterlijke betekenis van "schizofrenie" ("gespleten geest") gaat het niet om een dissociatieve identiteitsstoornis, een aandoening waar schizofrenie soms mee wordt verward en die ook wel bekend is als "meervoudige persoonlijkheidsstoornis" of "gespleten persoonlijkheid". 

## Introductie

### Symptomen
De symptomen worden meestal voor het eerst zichtbaar bij jongvolwassenen (tussen het 15e en 30e levensjaar). De aandoening heeft wereldwijd een prevalentie van ongeveer 0,3–0,7%. In Nederland zijn 47.000 mensen met schizofrenie bekend bij de huisarts. De diagnose wordt gesteld op basis van geobserveerd gedrag en de door de patiënt gerapporteerde ervaringen.
Een belangrijk kenmerk is dat er tijdens het verloop van de ziekte minimaal eenmaal een psychotische episode is opgetreden. Doorgaans komen deze episoden vaker voor. Ze gaan gepaard met een afwijkende beleving van de werkelijkheid (een afwijkende cognitie), resulterend in onlogische gedachtepatronen, wanen, hallucinaties en in wisselende mate emotionele, denk- en gedragsstoornissen. Vaak vermindert ook het vermogen om iets te leren (cognitief verval). Voor ca. 1960 werd voor deze aandoening ook de term dementia praecox (=dementie op jonge leeftijd) gebruikt. Inmiddels is de terminologie belangrijk verfijnd.

### Oorzaak
De oorzaak van schizofrenie is altijd onderwerp geweest van speculaties. Genetische factoren, de jeugdomgeving, neurobiologische en psychologische factoren en sociale processen lijken de belangrijkste veroorzakers te zijn. Sommige medicijnen of drugs kunnen de symptomen veroorzaken of verergeren. Onderzoek richt zich vooral op de rol van neurologische processen, hoewel er nog geen precieze biologische oorzaak is gevonden. De vele mogelijke combinaties van symptomen hebben ertoe geleid dat men zich afvraagt of de diagnose betrekking heeft op een stoornis of een aantal afzonderlijke syndromen. In dat verband spreekt men wel van schizofrenie als 'containerbegrip'.
Mogelijk bestaat er een genetische verwantschap tussen schizofrenie en de schizotypische persoonlijkheidsstoornis. Recent wordt vooral een geïntegreerd kwetsbaarheid-stressmodel gehanteerd. De genetische relatie tussen schizofrenie en autisme wordt wetenschappelijk onderzocht.

### Gevolgen
Onbehandeld is schizofrenie een ziekte die tot veel lijden (bij patiënt en omgeving) kan leiden en arbeidsongeschiktheid kan veroorzaken.
De stoornis heeft niet alleen gevolgen voor de cognitie, maar veroorzaakt meestal ook chronische problemen op het gebied van gedrag en emotie. Mensen met schizofrenie hebben vaak ook andere aandoeningen of stoornissen (comorbiditeit), zoals depressies en angststoornissen en in bijna 50% van de gevallen is er sprake van middelenmisbruik. Sociale problemen, zoals langdurige werkloosheid, armoede en dakloosheid komen vaak voor. De gemiddelde levensverwachting van mensen met schizofrenie is 12 tot 15 jaar minder dan van andere mensen. Dit wordt veroorzaakt door meer lichamelijke problemen en het vaker voorkomen van zelfmoord (ongeveer 5%).

### Behandeling
Het belangrijkste onderdeel van de behandeling is antipsychotische medicatie, die vooral de activiteit van dopamine- (en soms serotonine) receptoren onderdrukt. Psychotherapie, ergotherapie en begeleiding bij terugkeer in de maatschappij zijn ook belangrijke onderdelen van de behandeling. In ernstige gevallen – wanneer er gevaar bestaat voor de patiënt zelf of voor anderen – kan een gedwongen opname nodig zijn, hoewel zo'n opname vaak van korte duur is.

## Geschiedenis
Vóór de negentiende eeuw zijn zelden officiële meldingen van schizofrenieachtige syndromen gerapporteerd, hoewel er wel veel gevallen bekend zijn van irrationeel, onbegrijpelijk of ongecontroleerd gedrag. Een gedetailleerd verslag van een geval uit 1797, James Tilly Matthews, en beschrijvingen door Phillipe Pinel gepubliceerd in 1809 worden vaak beschouwd als de vroegste gevallen van deze aandoening in de medische en psychiatrische literatuur. Schizofrenie is voor het eerst in 1853 beschreven als afzonderlijk syndroom bij tieners en jongvolwassenen door Bénédict Morel onder de naam démence précoce (letterlijk 'vroege dementie'). De term dementia praecox werd in 1891 gebruikt door Arnold Pick in een verslag van een geval van een psychotische stoornis. In 1893 heeft Emil Kraepelin in de classificatie van psychiatrische stoornissen een breed nieuw onderscheid geïntroduceerd tussen dementia praecox en stemmingsstoornissen (onder de naam manische depressie; hieronder werd zowel unipolaire als bipolaire depressie verstaan). Kraepelin was van mening dat dementia praecox primair een hersenaandoening was, en meer specifiek een vorm van dementie, die zich onderscheidde van andere vormen van dementie zoals de ziekte van Alzheimer, die vaak op latere leeftijd ontstaan.

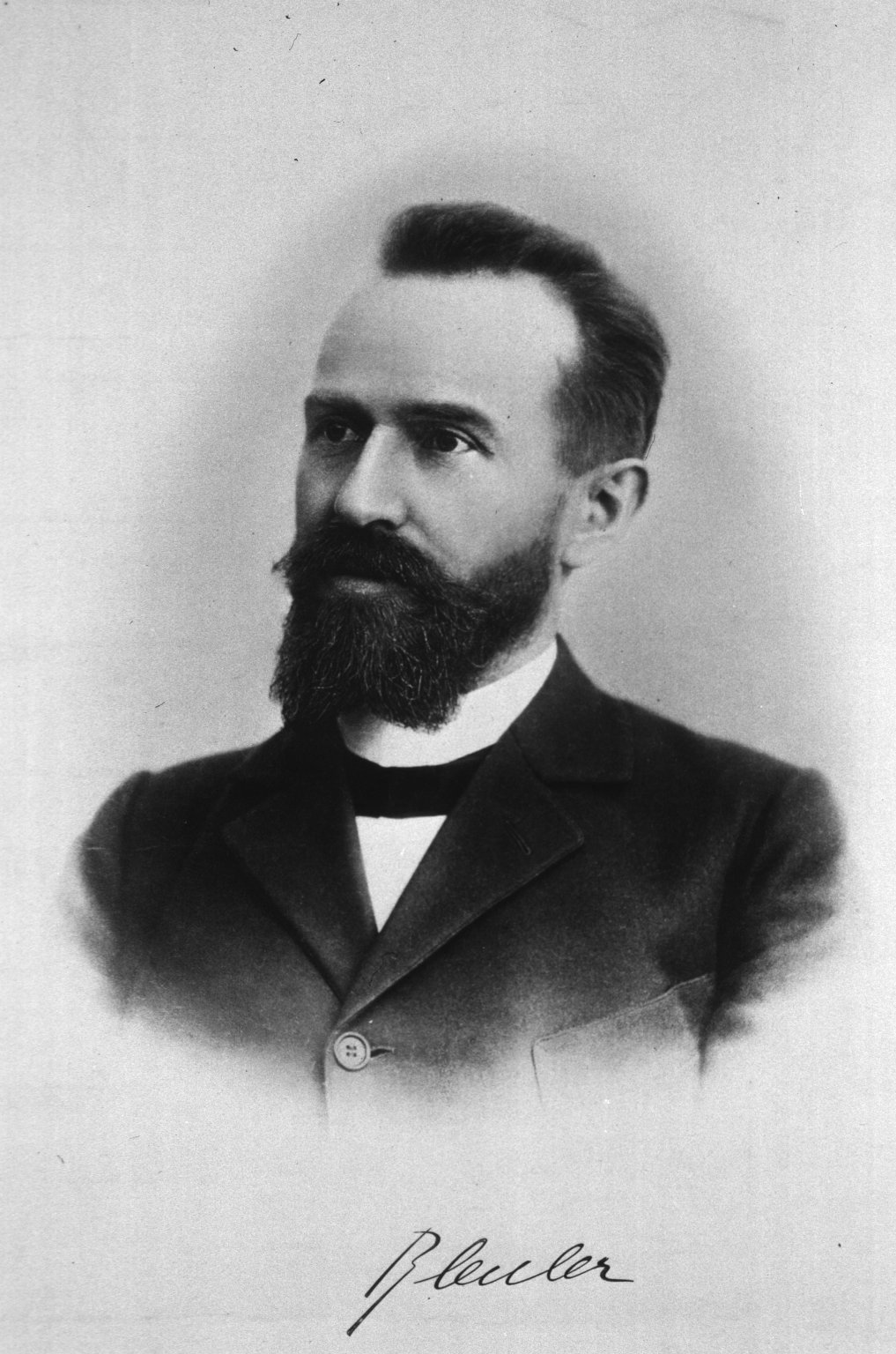
De term schizofrenie werd voor het eerst voorgesteld door Eugen Bleuler.

Het woord schizofrenie – van de Oudgriekse woorden schizein (σχίζειν, "splijten") en phrēn (φρήν, "geest") kan ruwweg worden vertaald als "gespleten geest" – werd in 1908 voorgesteld door Eugen Bleuler; hij wilde hiermee de scheiding weergeven tussen de verschillende functies van persoonlijkheid, denken, geheugen en waarneming. Bleuler omschreef de belangrijkste symptomen als de 4 A's: vlak Affect, Autisme, verstoorde Associatie van ideeën en Ambivalentie. Bleuler besefte dat de aandoening geen vorm van dementie was omdat sommige van zijn patiënten opknapten in plaats van achteruitgingen, en stelde daarom de term schizofrenie voor. In de jaren vijftig van de twintigste eeuw vond een revolutie plaats wat betreft de behandeling dankzij de ontwikkeling en introductie van chloorpromazine.

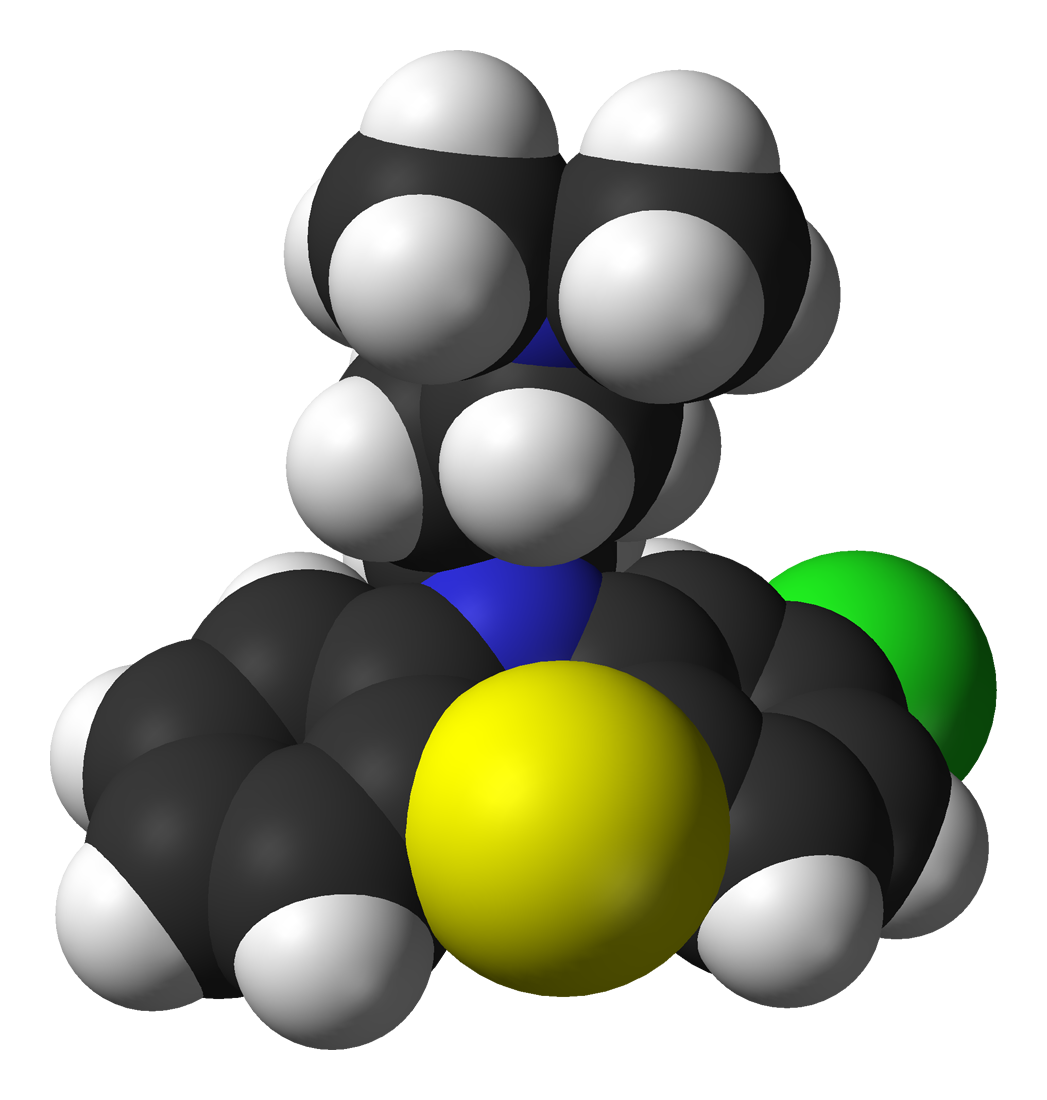
Molecuul van chloorpromazine, een middel dat in de jaren vijftig van de twintigste eeuw een revolutie in de behandeling van schizofrenie veroorzaakte

In het begin van de jaren zeventig van de twintigste eeuw was er veel verschil van mening rond de diagnostische criteria voor schizofrenie. Dit leidde uiteindelijk tot de ontwikkeling van de operationele criteria die tegenwoordig worden gebruikt. Bij een groot diagnostisch onderzoek in het Verenigd Koninkrijk en de Verenigde Staten in 1971 werd duidelijk dat in Amerika veel vaker de diagnose schizofrenie werd gesteld dan in Europa. Dit had deels te maken met minder strikte diagnostische criteria in de VS, waar gebruik werd gemaakt van het handboek DSM-II, terwijl in Europa de ICD-9 werd gebruikt. David Rosenhan concludeerde in zijn onderzoek uit 1973, gepubliceerd onder de titel "On being sane in insane places" in het tijdschrift Science, dat de diagnose van schizofrenie in de VS vaak subjectief en onbetrouwbaar was. Deze vaststelling, samen met andere factoren, leidde niet alleen tot een herziening van de diagnose schizofrenie maar ook tot de herziening van het hele DSM-handboek en uiteindelijk tot de publicatie van de DSM-III in 1980.
Een veel voorkomend misverstand is dat met de term schizofrenie wordt aangegeven dat mensen een "gespleten persoonlijkheid" hebben. Hoewel sommige mensen met schizofrenie stemmen horen die ze kunnen ervaren als andere persoonlijkheden, betekent schizofrenie niet dat iemand afwisselend verschillende persoonlijkheden aanneemt. De verwarring is deels afkomstig van een letterlijke interpretatie van Bleuler's term schizofrenie. (Bleuler bracht schizofrenie aanvankelijk in verband met dissociatie (verstoring van de gewoonlijk op elkaar afgestemde functies van bewustzijn, geheugen, identiteit en/of waarneming van de omgeving) en bracht "gespleten persoonlijkheid" onder in de categorie schizofrenie.) Ook werd dissociatieve identiteitsstoornis (het hebben van een "gespleten persoonlijkheid") vaak ten onrechte gediagnosticeerd als schizofrenie op basis van de weinig strikte criteria in de DSM-II. Voor zover bekend werd de term voor het eerst foutief gebruikt in de betekenis van "gespleten persoonlijkheid" in een artikel van de dichter T.S. Eliot in 1933.

## Demografische data
| ■ geen gegevens                       |                                         |                                       |
| ■ ≤ 185 ■ 185–197 ■ 197–207 ■ 207–218 | ■ 218–229 ■ 229–240 ■ 240–251 ■ 251–262 | ■ 262–273 ■ 273–284 ■ 284–295 ■ ≥ 295 |

Levensjaren gecorrigeerd voor beperkingen voor mensen met schizofrenie per 100.000 inwoners in 2004.

Ongeveer 1% van de mensen wordt op enig moment in hun leven getroffen door schizofrenie, wat in 2011 neerkwam op 24 miljoen mensen wereldwijd. Afhankelijk van hoeveel mildere gevallen van schizofrenie worden meegerekend varieert deze schatting licht. De gerapporteerde prevalentie van schizofrenie neemt sinds het midden van de twintigste eeuw in veel landen af, al is het niet zeker of dit niet te wijten is aan de veranderde criteria voor diagnose.
Schizofrenie komt in alle etnische groepen en over de hele wereld voor. Het komt om onbekende redenen wel vaker voor in de stad dan op het platteland. Daarnaast komt het 10 tot 100 keer vaker voor in de Verenigde Staten en Europa dan in derdewereldlanden. Dit verschil is deels toe te schrijven aan de betere vastlegging van diagnoses in ontwikkelde landen, maar er zijn ook andere mogelijke oorzaken, waaronder sociale steun en eetgewoontes. Een dieet dat rijk is aan suiker en verzadigde vetten verergert schizofrenie, terwijl een dieet dat rijk is aan vis (omega 3-vetten) het juist vermindert. De ziekte is wereldwijd verantwoordelijk voor ongeveer 1% van de voor beperkingen gecorrigeerde levensjaren.
Schizofrenie komt 1,4 keer zo vaak voor bij mannen als bij vrouwen. Daarnaast is het ernstiger bij mannen en treedt het op jongere leeftijd op, meestal in de tienerjaren of vroeg in de twintig bij mannen en laat in de twintig bij vrouwen. Schizofrenie bij kinderen komt veel minder vaak voor, net als het ontstaan van schizofrenie op middelbare of oudere leeftijd.
Onderzoekers hebben een aantal opvallende, onverklaarbare eigenaardigheden vastgesteld van schizofrenie:
- Schizofrenie komt significant minder vaak voor dan gemiddeld bij mensen met diabetes type 1 (wat in de kindertijd ontstaat), hoewel het juist vaker dan gemiddeld voorkomt bij mensen met diabetes type 2 (wat op latere leeftijd ontstaat).[11]
- Mensen met schizofrenie hebben een verhoogd risico op darmkanker maar een verlaagd risico op longkanker en hersentumoren.[12]
- Mensen met schizofrenie ontwikkelen zelden reumatoïde artritis.[13]
- Vrouwen die tijdens de zwangerschap een schizofrene aanval krijgen, krijgen normaal gesproken dochters. Vrouwen die vlak na de bevalling een aanval krijgen, hebben vaak een zoon gekregen.[14]
- Veel mensen met schizofrenie hebben een karakteristieke lichaamsgeur, die te wijten is aan de chemische stof trans-3-methyl-2-hexeenzuur, en een verminderd vermogen om de geur van die stof zelf te ruiken.[15]
- De meeste mensen met schizofrenie en veel van hun familieleden die daar zelf niet aan lijden hebben moeite om bewegende objecten met hun ogen te volgen.[16]

## Diagnose

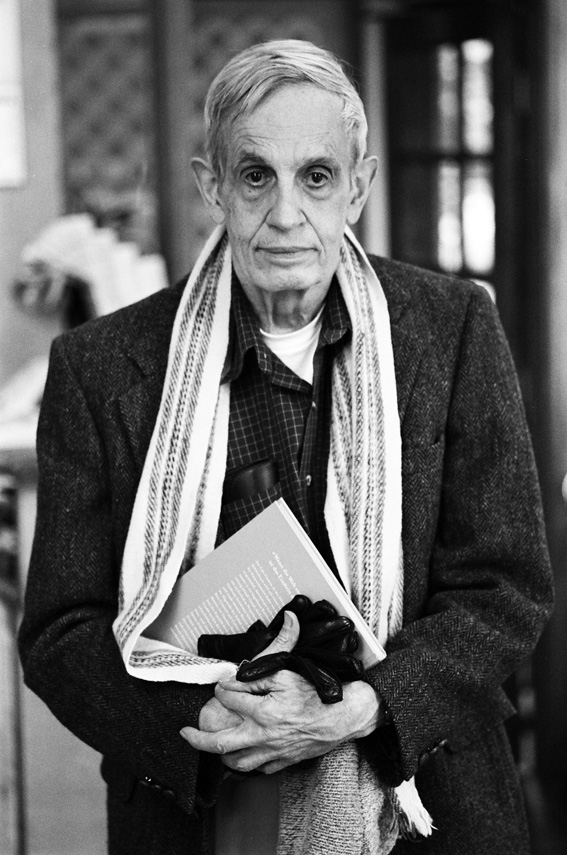
John Nash, een Amerikaanse wiskundige en in 1994 medewinnaar van de Nobelprijs voor de Economie, was schizofreen. Zijn leven is in 2001 verfilmd in het Oscarwinnende A Beautiful Mind.

De diagnose schizofrenie wordt gesteld op basis van de criteria uit ofwel de Diagnostic and Statistical Manual of Mental Disorders (DSM-5) van de American Psychiatric Association, of de International Statistical Classification of Diseases and Related Health Problems (ICD-10) van de Wereldgezondheidsorganisatie. Deze criteria zijn gebaseerd op door patiënten zelf gemelde ervaringen en door andere gemelde afwijkingen in hun gedrag, gevolgd door een klinische beoordeling door een psychiater. In Europa wordt over het algemeen uitgegaan van de criteria volgens de ICD-10, terwijl in de VS en de rest van de wereld de DSM wordt gebruikt. Ook in wetenschappelijk onderzoek wordt meestal uitgegaan van dit laatste instrument. In de ICD-10 wordt meer nadruk gelegd op de door Schneider gedefinieerde symptomen van de eerste orde. In de praktijk komen de twee systemen echter sterk overeen.
De symptomen van schizofrenie komen op een glijdende schaal voor onder de algehele bevolking en moeten dan ook een bepaalde mate van ernst bereiken voordat de diagnose schizofrenie wordt gesteld. Er is nog geen objectieve test beschikbaar.

### Symptomen
Mensen die aan schizofrenie lijden, hebben een of meer psychosen doorgemaakt. Een dergelijke periode kan enkele dagen tot vele jaren duren.
Een psychose kan zeer heftig verlopen, waarbij de persoon vaak behalve verward ook heel druk is. Dit wordt ook wel een acute psychose genoemd. Als een psychose langer duurt, verloopt deze meestal rustiger. We noemen dit een chronische psychose.
De meest kenmerkende symptomen van schizofrenie zijn de hallucinaties (meestal stemmen horen), wanen (vaak bizar van aard of achtervolgingswanen) en chaotisch denken en spreken. Dit laatste kan variëren van de draad van het gesprek kwijt raken, tot zinnen die nog maar nauwelijks iets met elkaar te maken hebben, en in ernstige gevallen tot onsamenhangende spraak die bekendstaat als 'wortsalat' (logorroe). Sociaal teruggetrokken gedrag, slordigheid in kleding en hygiëne, desinteresse en verminderd oordeelsvermogen horen ook bij schizofrenie. Ook kenmerkend is een gebrek aan inzicht in deze problemen.
Vaak is er ook sprake van een zichtbaar patroon van emotionele problemen, bijvoorbeeld het niet reageren op andere mensen. Verstoorde sociale cognitie wordt in verband gebracht met schizofrenie, net zoals symptomen van paranoia. Sociale isolatie komt vaak voor. Problemen met het werkgeheugen en het langetermijngeheugen, aandacht, uitvoerende functies en de snelheid van informatieverwerking komen ook voor. Bij een niet veel voorkomend subtype kan het voorkomen dat de patiënt vrijwel niets zegt, bewegingloos in een bizarre houding blijft of doelloze opwinding ten toon spreidt, allemaal tekenen van catatonie.
Schizofrenie begint vaak in de late puberteit of jongvolwassenheid, tijdens de belangrijkste jaren van de sociale ontwikkeling en de beroepskeuze. Bij 40% van de mannen en 23% van de vrouwen met schizofrenie is de ziekte vóór het 19e levensjaar tot uiting gekomen. Om de verstoring van de ontwikkeling veroorzaakt door schizofrenie te beperken, wordt er hard gewerkt aan het identificeren en behandelen van de prodromale (voorbode) fase van de ziekte, die al tot 30 maanden vóór het zichtbaar worden van de symptomen is opgespoord. Degenen bij wie de schizofrenie doorzet, kunnen in de prodromale fase voorbijgaande psychotische symptomen krijgen, en aspecifieke symptomen als sociale teruggetrokkenheid, prikkelbaarheid, dysforie en onhandigheid.
Uit MRI scans van hersenen zijn indicaties dat personen met schizofrenie een kleinere hippocampus, amygdala, thalamus, nucleus accumbens en intracranial space en grotere globus pallidus en ventrikelvolumes hebben.

#### Positieve en negatieve symptomen
Schizofrenie wordt vaak beschreven in termen van positieve en negatieve symptomen. Positieve symptomen duiden op de aanwezigheid van ongebruikelijke percepties, gedachten en gedragingen zoals wanen en hallucinaties. Negatieve symptomen duiden op de afwezigheid of een gebrek in bepaalde gedragsdomeinen zoals energieverlies, geen plezier meer in dingen kunnen hebben (anhedonie) en lusteloosheid.
Positieve symptomen zijn symptomen die de meeste mensen normaal niet hebben, maar die voorkomen bij mensen met schizofrenie. Hierbij kan het gaan om wanen, wanordelijke gedachten en spraak en hallucinaties op het gebied van de tast, het gehoor, het zien, de geur en de smaak, symptomen die meestal worden gezien als uitingen van een psychose. Hallucinaties houden meestal ook verband met de inhoud van de ervaren wanen. Positieve symptomen reageren gewoonlijk goed op medicatie.
Bij negatieve symptomen gaat het om stoornissen in normale emotionele reacties of andere denkprocessen. Het gaat hierbij vaak om afgevlakt affect en emotie, spraakarmoede (alogie), onvermogen om plezier te beleven (anhedonie), het ontbreken van de wens om sociale contacten aan te gaan (asocialiteit) en gebrek aan motivatie (avolitie). Onderzoek duidt erop dat negatieve symptomen meer dan positieve symptomen bijdragen aan een slechte kwaliteit van leven, functioneel onvermogen en belasting van anderen. Negatieve symptomen reageren vaak minder goed op medicatie. Voor de nieuwere atypische antipsychotica geldt dat zij wellicht effectiever zijn in de bestrijding van negatieve symptomen, vergeleken met de klassieke middelen. Mensen die veel last hebben van negatieve symptomen hebben vaak een voorgeschiedenis van onaangepast gedrag voordat de ziekte tot uiting komt.
Kenmerkend aan schizofrenie is dat het een progressief proces is waarbij episodes met positieve symptomen elkaar opvolgen, waarbij hoe meer dergelijke episodes worden doorgemaakt des te meer negatieve symptomen bepalend worden voor het welzijn van de patiënt. Met andere woorden; hoe meer psychotische episodes de patiënt doormaakt, hoe ernstiger de affectieve vervlakking wordt.

### Enkele voorbeelden van symptomen
Enkele voorbeelden van symptomen die zich kunnen voordoen tijdens het dagelijks leven
- Op een voor de ander onbegrijpelijke manier angstig of in de war zijn.
- Er niet in slagen om in werk, studie of hobby te presteren wat er normaal gesproken van hem of haar verwacht kan worden.
- Praten met en luisteren naar denkbeeldige, niet werkelijk aanwezige personen.
- Geloven in complotten of geheime organisaties en daarin soms het eigen gezin of de partner betrekken.
- Vreemd lopen of bewegen, op een dergelijke manier dat anderen zich er ongemakkelijk bij voelen.
- Onvoorspelbare woede-uitbarstingen hebben.
- De hele dag in bed liggen, maar ‘s nachts door het huis spoken of in de stad ronddwalen.
- Geen vrienden maken of hooguit korte oppervlakkige contacten hebben.
- Denken iemand anders te zijn.
- Het idee hebben dat anderen gedachten uit zijn/haar hoofd kunnen lezen of er juist gedachten inbrengen.
- Gebrek aan concentratie, niet (fulltime) kunnen werken.
- Veel slaap hebben, of juist slapeloosheid.
- Het idee hebben dat anderen niet te vertrouwen zijn.
- Emotioneel erg gevoelig zijn.
- Veel moeite hebben om zich te verzorgen; zichzelf verwaarlozen.

### Classificatie volgens DSM en ICD-10
De DSM-IV-TR beschrijft vijf subcategorieën van schizofrenie, hoewel de ontwikkelaars van de DSM-5 (de vijfde editie van deze uitgave) aanbevelen deze uit de nieuwe classificatie te verwijderen:
- Catatoon: bij deze vorm van schizofrenie kan de patiënt vrijwel onbeweeglijk zijn of juist geagiteerde, doelloze bewegingen maken. Voorbeelden van symptomen zijn stupor en flexibilitas cerea (wasachtige buigzaamheid). (DSM-code 295.2/ICD-code F20.2)
- Gedesorganiseerd, in de ICD hebefrene schizofrenie genoemd: gedesorganiseerd en primitief gedrag en taalgebruik, soms afwijkingen van het affect. (DSM-code 295.1/ICD-code F20.1)
- Paranoïde: Hierbij is wel sprake van wanen of gehoorshallucinaties, maar het affectief en cognitief functioneren blijft meestal intact. De wanen zijn vaak achtervolgings- en/of grootheidswanen, maar ook jaloersheidswanen, religieuze wanen en lichamelijke wanen komen voor. (DSM-code 295.3/ICD-code F20.0)
- Ongedifferentieerd: er is voldaan aan de hoofdcriteria, maar deze zijn niet catatoon, paranoïde of gedesorganiseerd van aard. (DSM-code 295.9/ICD-code F20.3)
- Schizofrene resttoestand: geen op de voorgrond tredende wanen, hallucinaties of afwijkend gedrag, maar bijvoorbeeld wel vreemde overtuigingen of afwijkende zintuiglijke waarnemingen. (DSM-code 295.6/ICD-code F20.5)

In de ICD-10 worden ook nog de volgende twee subtypes onderscheiden:
- Postschizofrene depressie: een depressieve episode in aansluiting op een schizofrene periode, waarbij een aantal symptomen van schizofrenie nog in lichte mate voorkomen. (ICD-code F20.4)
- Schizofrenia simplex: hierbij komen opvallende negatieve symptomen sluipenderwijs steeds meer voor terwijl er geen sprake is van een voorgeschiedenis met psychotische episodes. (ICD-code F20.6)

### Classificatie volgens Schneider
In het begin van de twintigste eeuw maakte de psychiater Kurt Schneider een lijst van psychotische symptomen, waarvan hij dacht dat die schizofrenie onderscheiden van andere psychotische aandoeningen. Deze worden symptomen van de eerste orde of Schneider's symptomen van de eerste orde genoemd. Deze symptomen omvatten het idee dat je door middel van manipulatie wordt gestuurd door een externe kracht, de overtuiging dat gedachten in je bewuste geest worden geplant of er uit worden verwijderd, de overtuiging dat je gedachten worden uitgezonden naar andere mensen, en het horen van stemmen die commentaar geven op je gedachten of je daden of die een gesprek hebben met andere hallucinatoire stemmen. Hoewel zij een belangrijke bijdrage hebben geleverd aan de huidige diagnostische criteria, wordt de specificiteit van de symptomen van de eerste orde in twijfel getrokken. Een bespreking van diagnostische wetenschappelijke onderzoeken, uitgevoerd tussen 1970 en 2005, laat zien dat de claims van Schneider noch bevestigd, noch ontkracht kunnen worden en geeft als aanbeveling dat de symptomen van de eerste orde minder aandacht moeten krijgen in toekomstige herzieningen van diagnostische systemen.

### Differentiële diagnostiek
Psychotische symptomen kunnen voorkomen bij diverse andere geestesziekten, zoals bipolaire stoornis, borderline-persoonlijkheidsstoornis, geneesmiddelvergiftiging en door drugs veroorzaakte psychoses. Wanen (van het ‘niet bizarre’ type) komen ook voor bij waanstoornissen, en sociale terugtrekking zien we ook bij mensen die lijden aan sociale fobie, ontwijkende persoonlijkheidsstoornis en schizotypische persoonlijkheidsstoornis. Schizofrenie komt zo vaak voor in combinatie met een obsessieve-compulsieve stoornis dat van puur toeval geen sprake kan zijn, alhoewel het lastig kan zijn om de obsessies bij een obsessieve-compulsieve stoornis te onderscheiden van de wanen die bij schizofrenie voorkomen.
Soms is een meer algemeen medisch en neurologisch onderzoek nodig om bepaalde medische ziekten uit te sluiten die in zeldzame gevallen op schizofrenie lijkende symptomen kunnen veroorzaken, zoals metabole stoornis, systemische infecties, syfilis, besmetting met het hiv-virus, epilepsie en beschadigd hersenweefsel. Mogelijk moet een delier worden uitgesloten. Een delier kenmerkt zich door visuele hallucinaties, een acuut begin en een wisselend bewustzijnsniveau, en duidt op een onderliggende medische aandoening. Bij terugval worden onderzoeken meestal niet herhaald, tenzij er een specifiek medische indicatie is of als er mogelijk sprake is van bijwerkingen van antipsychotica.

## Prognose
De gemiddelde levensverwachting van patiënten met de diagnose schizofrenie ligt 12 tot 15 jaar lager dan die van gezonde mensen. Dit komt met name doordat de ziekte vaak voorkomt in combinatie met obesitas, een veelal zittend bestaan en roken. Het grotere risico op zelfdoding speelt een minder grote rol. Deze verschillen in levensverwachting zijn tussen de jaren zeventig en negentig van de twintigste eeuw toegenomen, waarna ze tussen 1990 en 2010 in een gezondheidssysteem met vrije toegang tot gezondheidszorg (Finland) ongeveer gelijk bleven.
Schizofrenie is een belangrijke oorzaak van handicaps. Actieve psychose is de op twee na meest invaliderende stoornis, na tetraplegie en dementie en nog vóór dwarslaesie en blindheid.  Ongeveer driekwart van de mensen die aan schizofrenie lijden, is door de terugvallen blijvend gehandicapt. Sommige mensen herstellen echter volledig en ook anderen kunnen soms prima functioneren in de maatschappij. De meeste schizofreniepatiënten wonen met maatschappelijke ondersteuning op zichzelf. De langetermijnprognose na een eerste psychotische episode is voor 42% van de patiënten goed, voor 35% gemiddeld en voor 27% slecht. De prognoses voor schizofreniepatiënten lijken in ontwikkelingslanden beter te zijn dan in de ontwikkelde wereld, maar hierbij worden ook vraagtekens gezet.
De diagnose schizofrenie gaat gepaard met een bovengemiddeld hoog suïcidepercentage. De oorspronkelijke schatting lag op 10%, maar in een meer recente analyse van onderzoeken en statistieken is dit getal bijgesteld naar 4,9%. De meeste zelfdodingen vinden plaats in de periode na het ontstaan van de ziekte of de eerste opname. Meer patiënten, 20 tot 40%, doen een of meer pogingen zich van het leven te beroven.
Er zijn aanwijzingen dat de kansen voor mensen met paranoïde schizofrenie om zelfstandig te leven en goed te functioneren op het werk beter zijn dan voor mensen met andere typen schizofrenie.

### Geweld
Mensen met een ernstige psychiatrische stoornis zoals schizofrenie lopen een aanzienlijk grotere kans om slachtoffer te worden van een misdrijf, zowel geweldsmisdrijven als misdrijven zonder geweld. Omgekeerd is schizofrenie ook wel in verband gebracht met een hoger percentage gewelddaden, hoewel de oorzaak hiervan met name ligt in hogere percentages drugsgebruik. Percentages doodslag waarvan een verband bestaat met psychosen zijn vergelijkbaar met die verbonden met drugsgebruik en houden gelijke tred met de totale percentages per gebied. De meningen lopen uiteen over de rol van schizofrenie bij het gebruik van geweld dat niet samenhangt met drugsgebruik, maar mogelijk zijn bepaalde aspecten van de persoonlijke geschiedenis of de psychische toestand van invloed.
Nieuws over schizofrenie in de media heeft vaak te maken met zeldzame maar ongebruikelijke gewelddadige gebeurtenissen. Wellicht daardoor gaf in 1999 in een representatieve steekproef 12,8% van de Amerikanen aan dat ze geloofden dat het "heel waarschijnlijk" was dat mensen met schizofrenie geweld tegen anderen zouden gebruiken, en zei 48,1% te denken dat dit "enigszins waarschijnlijk" was. Meer dan 74% zei dat mensen met schizofrenie "niet erg goed in staat" of "helemaal niet in staat" waren om te beslissen over hun eigen behandeling, en 70,2% was dezelfde mening toegedaan over beslissingen over het omgaan met geld. Uit een analyse van meerdere wetenschappelijke onderzoeken blijkt dat tegenwoordig twee keer zo veel mensen als rond 1950 denken dat psychotische mensen gewelddadig zijn.

## Ziekteverloop
Schizofrenie verloopt in fasen. De duur van elke fase varieert van persoon tot persoon. Het gaat om de volgende fasen: de prodromale fase, de acute fase/psychotische fase en de herstelfase/stabiele fase.
De prodromale fase of de voorfase is de periode die voorafgaat aan de eerste psychose. Deze fase kan heel kort duren (enkele dagen), of heel lang (soms een aantal jaren). De ziekte heeft zich in deze fase nog niet geheel ontwikkeld, maar er zijn wel enkele voortekenen. Deze vroege symptomen zijn soms vaag en nauwelijks op te merken. Zo kunnen er veranderingen zijn in de manier waarop mensen hun gevoelens, gedachten en ervaringen beschrijven. Er treden dus veranderingen op allerlei gebieden op (gevoelens, gedachten, waarneming en lichamelijke functies) maar de persoon ervaart nog geen echte psychotische symptomen als wanen, hallucinaties en denkstoornissen.
Tijdens de acute fase/psychotische fase treden de kenmerkende psychotische symptomen op de voorgrond. We hebben het dan over wanen, denkstoornissen en hallucinaties. Naast deze symptomen is er ook vaak sprake van stemmingsstoornissen, gedragsstoornissen en slaapproblemen. Deze fase houdt meestal aan totdat met de juiste behandeling wordt begonnen. Een psychotische fase duurt ongeveer drie maanden tot een half jaar. De meeste patiënten kennen meerdere psychotische fasen met daartussen een herstel- of stabiele fase.
Ook in de herstelfase/stabiele fase is vaak nog een aantal symptomen aanwezig. Deze zijn echter veel minder heftig en opvallend dan tijdens een actieve psychose. Het zijn vooral verschijnselen van minder goed en trager psychisch functioneren. Patiënten trekken zich terug en vertonen weinig of geen initiatief. In zo'n 20% van de gevallen blijven na een of meer psychotische fasen wanen, hallucinaties en verwardheid bestaan.

## Oorzaken en risicofactoren
Bij het ontstaan van schizofrenie speelt een combinatie van genetische factoren en omgevingsfactoren een rol. Bij mensen met een familiegeschiedenis van schizofrenie, die een voorbijgaande psychose krijgen, wordt in 20–40% van de gevallen een jaar later de diagnose schizofrenie gesteld.
Ook bij eeneiige tweelingen (die dezelfde genen hebben) bestaat echter geen volledige concordantie (als de ene helft van een tweeling het heeft, heeft de andere het in 50-70% van de gevallen ook), wat een aanwijzing is dat naast de erfelijkheid ook de omgeving een rol kan spelen in het ontstaan van de ziekte.
Belangrijke risicofactoren zijn onder meer: mannelijk geslacht, depressie, een hoog IQ, en emotionele instabiliteit.

### Genetische factoren
Schattingen van erfelijkheid lopen uiteen omdat het moeilijk is om de genetische invloeden en de omgevingsinvloeden te scheiden. De grootste risicofactor voor het krijgen van schizofrenie is het hebben van een bloedverwant in de eerste graad die schizofreen is (risico is 6,5%); meer dan 40% van de eeneiige tweelingen krijgt schizofrenie als de ander het ook heeft. Er zijn waarschijnlijk vele genen bij betrokken, waarbij elk gen een klein effect heeft en niet duidelijk is hoe ze worden overgedragen en tot uiting komen. Er zijn veel mogelijke kandidaten voorgesteld, waaronder bepaalde copynumbervariaties, NOTCH4 en plaatsen in chromosomen waar zich histoneiwitten bevinden. Een aantal genoombrede associaties zoals zinkvingereiwit 804A zijn ook in verband gebracht met schizofrenie. Er lijkt een grote overlap te zijn tussen de genetica van schizofrenie en bipolaire stoornis.
Aangenomen dat er een erfelijke basis is, stelt de ontwikkelingspsychologie de vraag waarom er genen zijn ontstaan die de kans op psychoses vergroten, omdat deze aandoening vanuit evolutionair gezichtspunt een maladaptatie is. Een van de theorieën stelt dat er genen bij betrokken zijn die met de evolutie van taal en de menselijke aard te maken hebben, maar tot op heden zijn dit niet meer dan theoretische ideeën.
Risico op het krijgen van schizofrenie voor familieleden van een patiënt:
- Eeneiige tweeling 48%
- Tweeling 17%
- Kind 13%
- Broer/zus 9%
- Ouder 6%
- Oom/tante/neef/nicht 2%
- Baseline 1% Baseline; het risico op het ontwikkelen van schizofrenie voor een willekeurig persoon, of anders geformuleerd: het percentage van de wereldbevolking met schizofrenie.

### Omgevingsfactoren
Omgevingsfactoren die in verband zijn gebracht met het ontstaan van schizofrenie zijn de leefomgeving, drugsgebruik en prenatale stress. Opvoeding lijkt niet van grote invloed te zijn, hoewel mensen die stimulerende ouders hebben zich beter ontwikkelen dan mensen met kritische of vijandige ouders. Aangetoond is dat het leven in een stedelijke omgeving tijdens de jeugd of als volwassene de kans op schizofrenie verdubbelt, zelfs als rekening wordt gehouden met drugsgebruik, etniciteit en de grootte van de sociale groep. Andere factoren die van belang zijn, zijn sociale isolatie en emigratie vanwege maatschappelijke tegenspoed, rassendiscriminatie, disfunctioneren van het gezin, werkloosheid en slechte huisvesting.

#### Drugsgebruik
Drugsgebruik wordt in verband gebracht met het tot ontwikkeling komen van latent aanwezige schizofrenie. Ongeveer de helft van de mensen die lijdt aan schizofrenie gebruikt veel drugs en/of alcohol. Drugs worden waarschijnlijk vooral gebruikt als vorm van zelfmedicatie om met depressie, angst, verveling en eenzaamheid om te kunnen gaan. Frequent gebruik zou schizofrenie kunnen verergeren. Drugsgebruik wordt in verband gebracht met een stijging van het risico op het vervroegd ontwikkelen van een psychotische stoornis maar is niet de oorzaak. Het gebruik van amfetamine, cocaïne en alcohol kan leiden tot een psychose die gelijkenis vertoont met schizofrenie.

#### Overige omgevingsfactoren
- Hogere leeftijd van de vader[27]
- Geboorte in de winter of voorjaar[28]
- Wonen op een hogere breedtegraad[28]
- Geboren worden en opgroeien in een stedelijke omgeving geeft een bijna drie maal zo grote kans als leven op het platteland.
- Infectie met een specifieke microbe:
  - rubella-infectie rondom de geboorte[29]
  - enterovirus-infectie kort na de geboorte[30]
  - herpesvirus-infectie van de moeder[31]
  - Toxoplasma gondii[32]
- Complicaties bij de geboorte:[33]
  - trauma
  - hypoxie (zuurstoftekort)

Een omgevingsfactor die herval in een psychotische toestand kan uitlokken is het niveau van expressed emotion (kritiek, vijandigheid of emotionele overbetrokkenheid) van de familieleden. Dit is geen oorzaak van schizofrenie, maar wel een factor waarvan duidelijk is aangetoond dat die versneld herval uitlokt.

#### Roken
Hoewel nicotine niet bekendstaat als veroorzaker van schizofrenie, is er in verschillende wereldwijde onderzoeken een sterk verband aangetoond tussen schizofrenie en roken. Het gebruik van sigaretten is bijzonder hoog onder mensen bij wie schizofrenie geconstateerd is: naar schatting rookt 80% tot 90% regelmatig, vergeleken met 20% van de algehele bevolking. Degenen die roken zijn vaak zware rokers en gebruiken bovendien sigaretten met een hoog nicotinegehalte. Dit draagt bij aan de somatische problemen van deze groep patiënten. Nicotine verlaagt de antipsychoticaspiegel en vermindert daardoor ook sommige bijwerkingen van deze middelen. Ook het metaboolsyndroom komt meer voor bij patiënten met schizofrenie.

#### Ontwikkelingsfactoren
Factoren als hypoxie en infecties kunnen, net als stress en ondervoeding bij de moeder tijdens de zwangerschap, het risico op schizofrenie op latere leeftijd licht verhogen. Schizofreniepatiënten worden (althans op het noordelijk halfrond) vaker in de winter of lente geboren, wat te maken zou kunnen hebben met een verhoogde blootstelling aan virussen tijdens de zwangerschap of met een lagere Vitamine D spiegel van de moeder. Het verschil is ongeveer 5 tot 8%.

### Overige risicofactoren
Overige bevindingen van hersenonderzoek:
- Vergroting van de zijventrikels.
- Afname van de grijze stof in de hersenschors als geheel, maar met name in frontale en temporale gebieden in de hersenen. Dit kan echter ook veroorzaakt worden door antipsychotica.[33]
- Defecte GABA-interneuronen. Een van de meest gerepliceerde bevindingen.

Naast bovenstaande potentiële oorzaken van schizofrenie, zijn er ook factoren die een psychotische episode kunnen uitlokken of de ziekte verergeren bij iemand die al schizofreen is. Bij iemand met een aanleg voor het ontwikkelen van schizofrenie kunnen zij de trekkerfunctie hebben voor het krijgen van de aandoening.
- stress (waaronder: ingrijpende gebeurtenissen, ongunstige sociale omstandigheden zoals werkloosheid)
- hallucinogenen
- cannabis
- alcohol (met name met betrekking tot de negatieve symptomen)
- Er is een sterke correlatie gevonden tussen schizofrenie en epilepsie. Ze zijn aan elkaar verbonden. Mensen met epilepsie hebben een 8 keer grotere kans om schizofrenie te ontwikkelen. Mensen met schizofrenie hebben een zes keer grotere kans op epilepsie.[35]

## Mechanismen
Er is al meerdere malen gezocht naar verklaringen voor de samenhang tussen schizofrenie en een veranderde werking van de hersenen. Een van de populairste theorieën is de dopaminehypothese, die stelt dat psychoses het gevolg zijn van een onjuiste interpretatie door de hersenen van foutieve afgifte van signalen door dopaminerge neuronen.

### Psychologische factoren
Er zijn al vele psychologische mechanismen genoemd als oorzaken voor het ontstaan en blijven bestaan van schizofrenie. Mensen met schizofrenie of een verhoogd risico op deze ziekte maken vaak cognitieve fouten, vooral in gespannen of verwarrende situaties. Sommige cognitieve kenmerken kunnen een weerspiegeling zijn van algemene neurocognitieve stoornissen, zoals geheugenverlies, terwijl andere te maken kunnen hebben met specifieke problemen en ervaringen.
Hoewel mensen met schizofrenie vaak weinig emotie vertonen, oftewel een ‘afgevlakt affect’ hebben, is recent aangetoond dat veel schizofrene mensen wel degelijk emotioneel kunnen reageren, met name op stressvolle of negatieve prikkels, en dat deze gevoeligheid kan leiden tot ontvankelijkheid voor symptomen of de ziekte zelf. Er zijn aanwijzingen dat de inhoud van waanideeën en psychotische ervaringen weergaven kunnen zijn van de emotionele oorzaken van de ziekte, en dat hoe iemand deze ervaringen interpreteert van invloed kan zijn op de symptomen. Het aannemen van "veilig gedrag" om ingebeelde bedreigingen te vermijden kan er mede voor zorgen dat de wanen chronisch worden. Ook de effecten van psychotherapie op de symptomen van schizofrenie wijzen erop dat psychologische mechanismen een rol spelen bij de ziekte.

### Neurologische factoren

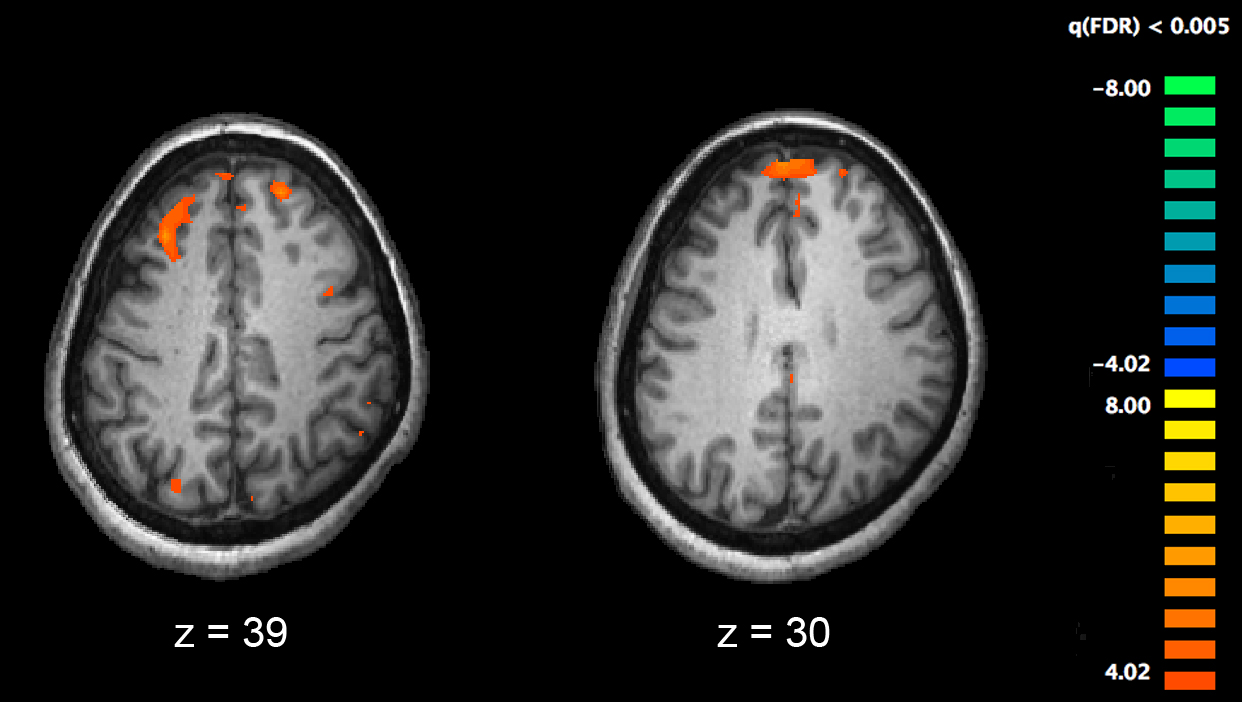
Met functionele MRI (fMRI) en andere neurologische beeldvormende technieken kunnen verschillen in hersenactiviteit bij mensen met schizofrenie worden bestudeerd. Deze afbeelding toont twee niveaus van de hersenen tijdens fMRI-onderzoek van het werkgeheugen. De gebieden die actiever zijn bij gezonde proefpersonen dan bij schizofreniepatiënten zijn rood gemarkeerd.

Schizofrenie gaat gepaard met subtiele verschillen in hersenstructuren (in 40 tot 50% van alle gevallen) en in de hersenchemie tijdens acute psychoses. Wetenschappelijk onderzoek waarbij gebruik wordt gemaakt van neuropsychologische tests en neurologische beeldvorming zoals fMRI en PET om functionele verschillen in hersenactiviteiten te bestuderen, heeft uitgewezen dat deze verschillen zich vooral lijken voor te doen in de voorhoofdskwab, de hippocampus en de slaapkwabben. Er zijn gevallen bekend van afname in hersenvolume (minder sterk dan in het geval van de ziekte van Alzheimer) rond de frontale cortex en de slaapkwabben. Het is echter niet zeker of een dergelijke volumeafname progressief is of al bestond voordat de ziekte zich openbaarde. Deze verschillen worden ook wel toegeschreven aan de neurocognitieve stoornissen waarmee schizofrenie vaak gepaard gaat. Aangezien er sprake is van veranderingen in de neurale circuits, wordt ook wel verondersteld dat schizofrenie moet worden beschouwd als een verzameling neurologische ontwikkelingsstoornissen.
- Dopaminehypothese. De invloedrijke dopaminehypothese van schizofrenie stelt dat overmatige activering van D2-receptoren de oorzaak is van (de positieve symptomen van) schizofrenie. Samengevat komt het hierop neer: In de mesocortex is een tekort aan dopamine dat de D1- en D2-receptoren moet stimuleren. Dit heeft tot gevolg dat de respons van deze neuronen, onder invloed van de neurotransmitter glutamaat afneemt. Dit leidt ertoe dat de stimulatie van prefrontale D1-receptoren afneemt, en dit zou een verklaring kunnen zijn voor het ontstaan van de negatieve symptomen en cognitieve problemen.

In een later stadium, en episodisch optredend doet zich het volgende voor: hyperactiviteit van het mesolimbische dopaminesysteem leidt tot hyperstimulatie van postsynaptische D2-receptoren en het optreden van positieve symptomen.
De dopaminefunctie in het mesolimbische circuit van de hersenen is met name in de schijnwerpers komen te staan na de toevallige ontdekking dat fenothiazinebevattende geneesmiddelen, die de werking van dopamine tegengaan, psychotische symptomen konden verlichten. Dit wordt ook ondersteund door het feit dat amfetaminen, die de afgifte van dopamine stimuleren, de psychotische symptomen van schizofrenie kunnen verergeren. Deze theorie bleef 20 jaar lang gebaseerd op het D2-blokkerende effect van alle antipsychotische middelen, en pas halverwege de jaren negentig is ondersteunend bewijs geleverd in onderzoeken waarin gebruikgemaakt werd van PET- en SPET-technieken. De dopaminehypothese wordt nu beschouwd als simplistisch, ook omdat nieuwere antipsychotische geneesmiddelen (atypische antipsychotica) even effectief kunnen zijn als oudere medicijnen (typische antipsychotica), maar ook de werking van serotonine beïnvloeden en een iets minder sterk dopamineblokkerend effect kunnen hebben.
Ook heeft onderzoek met PET laten zien dat bij niet gemediceerde patiënten vergeleken met normale proefpersonen sprake was van een verhoogde dopamineopname in het striatum tijdens afname van de Wisconsin test (WCST). Deze test spreekt vooral de gebieden in de prefrontale cortex aan. Bij patiënten ging de verhoogde dopamineproductie tijdens testafname bovendien samen met een verminderde activatie van de prefrontale cortex. Deze auteurs veronderstellen dus dat de abnormale dopamineproductie in schizofrenen niet oorzaak maar gevolg is van een verlaagd activatieniveau van de prefrontale hersenen. Het primaire defect bij schizofrenie is volgens deze theorie de verminderde inhibitie vanuit de prefrontale gebieden, leidend tot hyperactiviteit van de dopaminerge banen.
Het dopaminerge systeem is onderdeel van een complexer systeem in de hersenen. De neurotransmitters glutamaat, acetylcholine en serotonine spelen eveneens een rol bij schizofrenie. Dit blijkt onder andere uit het werkingsmechanisme van clozapine en aripiprazol.
- Glutamaat: Er is ook veel onderzoek gedaan naar de neurotransmitter glutamaat en de verminderde werking van de NMDA-glutamaatreceptor onder schizofreniepatiënten, met name in reactie op de vondst van abnormaal kleine hoeveelheden glutamaatreceptoren in de hersenen van overleden patiënten en de ontdekking dat glutamaatblokkerende geneesmiddelen als fencyclidine en ketamine symptomen en cognitieve problemen kunnen opwekken die lijken op die van schizofrenie. Er is verband tussen een verminderde werking van glutamaat en slechte prestaties bij testen waarbij functioneren van de voorhoofdskwab en de hippocampus nodig is, en daarnaast kan glutamaat de werking van dopamine beïnvloeden. Een slecht functionerende voorhoofdskwab en hippocampus, en de werking van dopamine zijn factoren die een rol spelen bij schizofrenie. Bij elkaar duidt dit erop dat glutamaat een belangrijke indirecte (en mogelijk oorzakelijke) rol speelt bij de ziekte. Helaas reageren positieve symptomen van schizofrenie niet op geneesmiddelen met een glutamaatachtige werking.
- Neuropil. Schizofrenie wordt ook wel beschouwd als een stoornis van de synaptische verbindingen. Een tekort aan grijze stof draagt ertoe bij dat zenuwen te weinig synaptische verbindingen hebben.[33]

### Mechanisme in relatie tot autisme
Bij mensen vindt celdeling plaats door meiose. Bij dit delingsproces worden de chromosoomparen gesplitst en wel zo dat van ieder paar één vertegenwoordiger naar een dochtercel gaat. Hierdoor wordt, per cel, het aantal chromosomen gehalveerd, terwijl ieder kenmerk (gen) toch nog aanwezig blijft. Wat de informatie voor elk kenmerk inhoudt, wordt louter door het toeval bepaald.
Naast het toevalsproces voor wat betreft de kenmerken, vindt er een tweede toevalsproces plaats. In dit tweede toevalsproces worden er in het DNA op een willekeurige manier stukjes DNA weggelaten (deletie), toegevoegd (duplicatie), verplaatst (translocatie) en omgedraaid (inversie). Dit proces verklaart waarom er zoveel genetische verschillen zijn tussen mensen, en waarom zelfs een eeneiige tweeling genetisch niet 100% gelijk is.
Probleem van het tweede toevalsproces is dat er genetische fouten kunnen ontstaan rond de conceptie. Door met name de deletie en de duplicatie kunnen chromosomen korter of langer worden. Het resultaat van een spontane verandering in de structuur van DNA is een zogenoemde copynumbervariatie. Door het ontstaan van een copynumbervariaties kunnen chromosomen van ongelijke grootte of ongelijk aantal worden samengebracht in een nieuwe cel. Als dit gebeurt rond de conceptie, ontstaat er uit deze eerste cel een mens met een genetische variatie. Dit kan zowel positief als negatief uitvallen. In positieve gevallen ontstaat er een mens met een bijzondere vaardigheid die positief wordt beoordeeld, bijvoorbeeld op het gebied van sport of wetenschap. In negatieve gevallen kan er sprake zijn van een syndroom of een ernstige handicap.
De natuur lijkt voor dit spontane proces te kiezen, omdat het op de lange termijn op genetisch niveau leidt tot een "beter soort mens", waar het gaat om de aanpassing van het organisme aan zijn omgeving. Mensen met positieve resultaten zullen zich voortplanten, waardoor de positieve aanpassing zich zal gaan verspreiden, terwijl dit in gevallen van negatieve resultaten uitblijft.
Op basis van het meioseproces zijn er twee waarschijnlijke manieren waarop schizofrenie ontstaat:
1. een spontane afwijking (een de-novosituatie): hierbij gaan er twee chromosomen samen waarvan er één een copynumbervariatie heeft als gevolg van het meioseproces.
2. een ouder is zonder het te weten drager van een chromosoom met een copynumbervariatie en geeft deze bij de conceptie door aan het kind, wat bij het kind andere gevolgen heeft dan bij de ouder.

Er zijn dus in de meiose stukjes te veel of stukjes te weinig in het DNA ontstaan op een specifieke locatie. Hiermee wordt de basis gelegd voor een syndroom.
Vervolgens treden er problemen op in de ontwikkeling van het embryo in de eerste maand van de zwangerschap. Ongeveer 20 tot 40 dagen na de bevruchting gaat er bij beide stoornissen iets fout in de aanleg van de lichaamsdelen en hersenen, wat een kettingreactie op gang brengt die zowel autisme als schizofrenie kan veroorzaken. Autisme en schizofrenie zijn dan ook onderdeel van een continuüm waarbinnen zowel het autismespectrum als het schizoïde spectrum valt. Dit verklaart waarom er in gezinnen waarin autisme voorkomt regelmatig ook personen met schizofrenie worden aangetroffen.
Autisme en schizofrenie zijn dus geen op zichzelf staande afwijkingen, maar zijn beide een gevolg van een mutatie (een spontane, genetische verandering) die een syndroom tot gevolg heeft. Afhankelijk van de mate van de genetische verandering varieert de ernst van het syndroom. Bij alle variaties is een aantal identieke kenmerken te zien:
- verminderde emotieherkenning;
- problemen met de theory of mind (vermogen zich een beeld te vormen van het perspectief van een ander en indirect ook van zichzelf);[17]
- problemen met de centrale coherentie (de wereld bestaat uit fragmenten zonder directe samenhang en moet aan elkaar gepuzzeld worden);[38]
- catatonie (onbeweeglijkheid of typische stereotiepe beweging, met of zonder geluid);
- problemen met de executieve functies (hogere controlefuncties van de hersenen);
- de afwijkingen komen meer voor bij mannen dan bij vrouwen;
- echolalie.

Er zijn tot nu toe een negental locaties ontdekt in het DNA, die gerelateerd kunnen worden aan het voorkomen van autisme of schizofrenie, de zogenoemde 'hotspots': 1q21.1(chromosoom 1, lange arm, bandje 21.1), 3q29, 15q13.3, 16p11.2 (chromosoom 16, korte arm, bandje 11.2), 16p13.1, 16q21, 17p12, 21q11.2 en 21q13.3. Bij een aantal hotspots is zowel autisme als schizofrenie waargenomen op die locatie. In andere gevallen is de ene vorm waargenomen en wordt naar de andere nog gezocht.
Statistisch is vastgesteld dat bij een deletie van 1q21.1 (1q21.1-deletiesyndroom) significant vaker schizofrenie voorkomt en bij een duplicatie van 1q21.1 (1q21.1-duplicatiesyndroom) significant vaker autisme voorkomt. Vergelijkbare waarnemingen zijn gedaan voor chromosoom 16 op 16p11.2 (deficiëntie: autisme/duplicatie: schizofrenie), chromosoom 22 op 22q11.21 (deletie (Velocardiofaciaal syndroom): schizofrenie/duplicatie: autisme) en 22q13.3-deletie (syndroom van Phelan-McDermid): schizofrenie/duplicatie: autisme). Inmiddels heeft aanvullend onderzoek bevestigd dat de kans op een verband tussen schizofrenie en deleties bij 1q21.1, 3q29, 15q13.3, 22q11.21 en Neurexin 1 (NRXN1) en duplicaties bij 16p11.2 op 7,5% of hoger ligt
De resultaten van onderzoek naar relaties tussen autisme en schizofrenie gekoppeld aan deficiënties/duplicaties voor chromosoom 15 (15q13.3), chromosoom 16 (16p13.1) en chromosoom 17 (17p12) zijn niet eenduidig.

## Behandeling
Schizofrenie wordt in eerste instantie behandeld met geneesmiddelen tegen psychoses, vaak in combinatie met psychologische en maatschappelijke ondersteuning. Een steungevende, emotioneel niet belastende omgeving (lage expressed emotion), die veiligheid en voorspelbaarheid biedt, samen met structuur, zijn behulpzaam.
Bij ernstige episodes kan een patiënt worden opgenomen in een ziekenhuis; vrijwillig of verplicht, binnen de kaders van de Wet verplichte geestelijke gezondheidszorg. Langdurige opnames komen sinds de in de jaren zestig van de twintigste eeuw ingezette de-institutionalisering niet veel meer voor, maar helemaal verleden tijd zijn ze niet.
In Nederland worden GGZ-patiënten in het algemeen thuis begeleid en behandeld. Dat gebeurt idealiter in samenwerking met gemeenten en andere maatschappelijke organisaties, zoals woningcorporaties, UWV, politie en justitie, onderwijs, re-integratiebedrijven, schuldhulpverlening, maar ook huisartsen en thuishulpverlening.

### Medicatie
De psychiatrische behandeling van schizofrenie bestaat in eerste instantie uit het toedienen van middelen tegen psychoses (antipsychotica), waardoor de positieve symptomen van een psychose binnen 7 à 14 dagen kunnen afnemen. Er bestaan ook geneesmiddelen en die de positieve symptomen (vooral hallucinaties en denkstoornissen) vrij goed onderdrukken, met als nadelig gevolg een duidelijke vervlakking van het emotionele leven. Doordat prikkels, verbale en non-verbale signalen uit de omgeving, door antipsychotica (geneesmiddelen) enigszins gedempt worden, worden gebeurtenissen vaak minder intens beleefd. Zowel prettige als onprettige gebeurtenissen maken minder "indruk". Dit soort middelen heeft echter weinig effect op de negatieve symptomen en cognitieve disfunctie. Door langdurig gebruik wordt het risico op terugval verkleind.
Er bestaan twee groepen van antipsychotica: De typische en de atypische geneesmiddelen. Het verschilt van persoon tot persoon welk middel werkt. Het is vaak een kwestie van proberen welk middel bij een bepaald persoon het best werkt. De keuze voor een bepaald antipsychoticum wordt gemaakt door de voordelen, risico's en kosten af te wegen. Op de vraag of typische of atypische antipsychotica beter zijn, is geen eenduidig antwoord te geven. Wanneer typische antipsychotica in een lage of matige dosering worden gebruikt, is het percentage patiënten dat zelf met de medicatie stopt of een terugval krijgt, even groot als bij atypische antipsychotica. Van de patiënten reageert 40–50% goed en 30–40% gedeeltelijk op de geneesmiddelen, terwijl 20% ongevoelig blijkt voor deze behandeling. Van dit laatste is sprake wanneer de symptomen na zes weken nog niet reageren op twee à drie verschillende antipsychotica. Bij mensen die niet goed reageren op andere geneesmiddelen werkt clozapine vaak wel. Dit middel kan echter een gevaarlijke bijwerking hebben: 1 tot 4% van de gebruikers krijgt te maken met agranulocytose (verlaging van het aantal witte bloedcellen).
Typische antipsychotica hebben meer extrapiramidale bijwerkingen, zoals speekselvloed, droge mond, spiertonus, bewegingsonrust, blikkramp en kaakklem. Gebruik van de atypische variant leidt vaker tot een flinke gewichtstoename, diabetes en metabool syndroom. Atypische antipsychotica hebben weliswaar minder extrapiramidale bijwerkingen, maar het verschil is niet erg groot. De bijwerkingen zijn dosisafhankelijk. Sommige atypische antipsychotica, zoals quetiapine en risperidon, brengen een hoger overlijdensrisico met zich mee dan het atypische antipsychoticum perfenazine, terwijl clozapine het laagste overlijdensrisico oplevert. Het is nog onduidelijk of de nieuwere antipsychotica het risico op neuroleptisch maligne syndroom, een zeldzame maar ernstige neurologische bijwerking, beperken.
Mensen die niet geregeld medicijnen kunnen of willen innemen, kunnen een depotinjectie met een verlengde werkingsduur toegediend krijgen. Het gevaar voor terugval wordt door deze depotpreparaten verder verkleind dan met orale medicatie. Bovendien kunnen ze in combinatie met psychosociale behandelingen mogelijk de therapietrouw verbeteren.

### Psychosociale behandeling
Er zijn manieren om de geest weer tot rust te manen, door een rustige levenswijze: goed slapen, eten, en een normaal dagritme. Het verminderen van prikkels kan uiteraard ook bewerkstelligd worden door in een prikkelarme omgeving te vertoeven. In concreto: vermijden van drukke winkels, verjaardagsfeestjes, telefoon, televisie e.d.
Bij de behandeling van schizofrenie kan een psychosociale therapie van nut zijn, waaronder:
- Acceptance and commitment therapy
- Assertive community treatment
- Cognitieve gedragstherapie Of cognitieve gedragstherapie helpt bij het beperken van symptomen of het voorkomen van terugval is nog allerminst bewezen.
- Gedragstherapie
- Metacognitieve training
- Psycho-educatie
- Sociale vaardigheidstraining
- interventies op basis van token economy
- Gezinstherapie of gezinsvoorlichting, waarbij niet alleen de patiënt zelf maar ook zijn of haar familie een rol speelt, kan zorgen voor een afname in het aantal terugvallen en ziekenhuisopnames.
- Begeleid werken,
- cognitieve remediatie
- Vaardigheidstraining,
- Psychosociale interventies gericht op het gebruik van verslavende middelen en gewichtsbeheersing.
- Creatieve therapie en dramatherapie. Naar het nut van deze behandelwijzen is nog niet veel onderzoek gedaan.
- Open Dialogue en Peer Supported Open Dialogue, ontwikkeld door Jaakko Seikkula en Markku Sutela in Finland.

### Alternatieve benaderingen
Bij bepaalde cliëntenorganisaties bestaat verzet tegen de visie dat schizofrenie een psychische aandoening is (biologisch) of tegen de visie dat de aandoening behandeld zou moeten worden, met name met medicatie. De antipsychiatrie van de jaren zestig bekeek schizofrenie vanuit de dieptepsychologische kant (bijvoorbeeld de theorie van de schizofrenogene moeder). Dr. McKenzie veronderstelt een traumatische oorsprong: scheiding van de ouders op jeugdige leeftijd veroorzaakt volgens hem schizofrenie. Deze visie is inmiddels verlaten, omdat er geen duidelijk verband is aangetoond tussen opvoeding en schizofrenie. Er bestaat steeds meer bewijs dat schizofrenie een biologische basis heeft met erfelijke componenten.

## Preventie
Op de vraag of schizofrenie door vroegtijdig ingrijpen kan worden voorkomen, is tot op heden geen doorslaggevend antwoord gevonden. Er zijn wel aanwijzingen dat vroegtijdig ingrijpen bij mensen met psychotische episodes op de korte termijn kan helpen, maar deze maatregelen leveren op een termijn van vijf jaar geen voordelen op. Het is onzeker of ingrijpen in de prodromale fase nut heeft, dit wordt sinds 2009 dan ook niet meer aanbevolen. Schizofrenie is moeilijk te voorkomen omdat er geen betrouwbare aanwijzingen bestaan dat iemand de ziekte later kan krijgen. Toch zouden sommige gevallen van schizofrenie vertraagd of mogelijk zelfs voorkomen kunnen worden door het gebruik van cannabis met name onder jongeren te ontmoedigen. Mensen bij wie schizofrenie in de familie voorkomt, zijn mogelijk gevoeliger voor door cannabis opgewekte psychoses. Bovendien is in een onderzoek aangetoond dat psychotische stoornissen als gevolg van cannabisgebruik in ongeveer de helft van de gevallen chronisch worden.
Er wordt nog steeds theoretisch onderzoek gedaan naar manieren om schizofrenie terug te dringen. Een voorbeeld is het onderzoek naar genetische en neurologische oorzaken van de ziekte aan de hand waarvan biomedische interventies zouden kunnen worden ontwikkeld. Dit wordt echter bemoeilijkt doordat veel verschillende, allemaal kleine, genetische effecten een rol spelen, effecten die ook nog eens een wisselwerking met de omgeving aangaan. Een andere aanpak is beleid op het gebied van de volksgezondheid: er zou iets gedaan kunnen worden aan bepaalde sociaal-economische factoren die in verband zijn gebracht met het vaker voorkomen van schizofrenie in bepaalde groepen, bijvoorbeeld in samenhang met immigratie, etnische afkomst of armoede. Er zou aandacht kunnen worden besteed aan het bevorderen van veilige zwangerschappen en gezonde groei, ook op gebieden van psychische ontwikkeling zoals sociale cognitie. Er is echter op dit moment nog niet voldoende bewijs voorhanden om dit soort ideeën in de praktijk te brengen. Bovendien hebben bepaalde bredere problemen niet alleen met schizofrenie te maken.
Mensen met schizofrenie stellen in sommige gevallen samen met een hulpverlener een signaleringsplan op. Dit is een stappenplan dat door vroegtijdig herkennen van symptomen en het vastleggen van afspraken over hoe dan te handelen de bedoeling heeft een terugval te voorkomen.

## Maatschappelijk en cultureel
Stigmatisering speelt een belangrijke negatieve rol bij het herstel van patiënten met schizofrenie. In 2002 werd de Japanse term voor schizofrenie veranderd van geest-gespleten-ziekte in integratiestoornis om het stigma dat op de aandoening rust te verkleinen. De inspiratie voor de nieuwe naam kwam uit het biopsychosociaal model. Door het nieuwe etiket nam het percentage patiënten dat de diagnose kreeg in drie jaar tijd toe van 37% naar 70%.
In de Verenigde Staten werden de kosten van schizofrenie in 2002 geschat op zo’n 62,7 miljard dollar. Hieronder werden zowel directe kosten (ambulante zorg, ziekenhuisopnamen, medicatie en langdurige zorg) als niet-medische kosten (politie en justitie, lagere arbeidsproductiviteit, werkloosheid) gerekend. In het boek en de film A Beautiful Mind wordt het leven verhaald van John Forbes Nash, een wiskundige en Nobelprijswinnaar bij wie de diagnose schizofrenie was gesteld.